# Chromonephthea singularis
Chromonephthea singularis is een zachte koraalsoort uit de familie Nephtheidae. De koraalsoort komt uit het geslacht Chromonephthea. Chromonephthea singularis werd in 2005 voor het eerst wetenschappelijk beschreven door van Ofwegen. 